# Pergalumna willmanni
Pergalumna willmanni är en kvalsterart som först beskrevs av Aleksey A. Zachvatkin 1953.  Pergalumna willmanni ingår i släktet Pergalumna och familjen Galumnidae. Inga underarter finns listade i Catalogue of Life.